# Будай (Аріоґальське староство)
Будай (Būdai) — хутір у Литві, у східній частині Расейняйського району, Аріоґальське староство. 2001 року в Будаї проживало 32 осіб. Знаходиться за 8 км від села Ілгіжяй III.

## Принагідно
- локація

| Литва | Це незавершена стаття з географії Литви. Ви можете допомогти проєкту, виправивши або дописавши її. |